# 華蔵院 (荒川区)
華蔵院（けぞういん）は、東京都荒川区にある真言宗豊山派の寺院。

## 概要
創建年代は不明である。ただ室町時代末期から江戸時代初期に開山したものと推測される。上尾久村の名主だった江川家の屋敷内に建立されたという説もある。
江戸時代後期より、上尾久村の初等教育機関として寺子屋「江川堂」が置かれ、明治時代も私立の田辺小学校が置かれていた。
寺には中世の板碑が数点残されている。

## 墓所
- 江川家（上尾久村名主）

## 交通アクセス
- 都電荒川線宮ノ前停留場より徒歩4分。